# تیاگو موتا
تیاگو موتا (پرتغالی: Thiago Motta؛ زادهٔ ۲۸ اوت ۱۹۸۲) بازیکن پیشین و سرمربی کنونی فوتبال اهل کشور ایتالیا است. 
از باشگاه‌هایی که تیاگو موتا در آن‌ها بازی کرده می‌توان به بارسلونا، اتلتیکو مادرید، جنوا، اینتر میلان و پاری سن-ژرمن اشاره کرد.

## دوران بازیگری
موتا در سال ۱۹۹۹ به عضویت باشگاه فوتبال بارسلونا درآمد. پس از دو فصل بازی در تیم دوم بارسلونا، به تیم اول بارسلونا پیوست و به مدت ۶ سال برای این تیم بازی کرد. او در سال ۰۸–۲۰۰۷ به اتلتیکو مادرید و پس از آن به باشگاه فوتبال جنوا رفت. در تابستان سال ۲۰۰۹ تیاگو موتا با تیم ایتالیایی اینترمیلان قرارداد بست.
وی برای تیم ملی بزرگسالان ایتالیا ۳۰ بازی ملی انجام داده است و از سال ۲۰۱۱ تا ۲۰۱۶ جز نفرات اصلی تیم ملی ایتالیا بوده است و همیشه در بین این سال ها در ترکیب اصلی این تیم حضور داشته است. تیاگو موتا با وجود اینکه فقط ۳۰ بازی ملی در کارنامه دارد ولی در تمامی تورنمنت های معتبر جهانی مانندیورو ۲۰۱۲، جام کنفدراسیون‌ها ۲۰۱۳، جام جهانی ۲۰۱۴ و یورو ۲۰۱۶ برای تیم ملی فوتبال ایتالیا به صورت فیکس در ترکیب اصلی به میدان رفته است و در این چهار تورنمنت از نفرات اصلی و اثر گذار تیم ملی ایتالیا بوده است و همچنین با تیم ملی ایتالیا توانست در یورو ۲۰۱۲ به مقام نایب قهرمانی و همچنین در جام کنفدراسیون‌ها ۲۰۱۳ به مقام سومی برسد.

## افتخارات

### باشگاهی
بارسلونا
- لالیگا(۲): ۰۵–۲۰۰۴، ۰۶–۲۰۰۵
- سوپر جام فوتبال اسپانیا(۲): ۲۰۰۵، ۲۰۰۶
- لیگ قهرمانان اروپا(۱): ۰۶–۲۰۰۵
- سوپرجام اروپا: ۲۰۰۶ (نایب قهرمان)
- جام باشگاه‌های فوتبال جهان: ۲۰۰۶ (نایب قهرمان)

اینترمیلان
- سری آ(۱): ۱۰–۲۰۰۹
- جام حذفی فوتبال ایتالیا(۲): ۱۰–۲۰۰۹، ۱۱–۲۰۱۰
- سوپر جام فوتبال ایتالیا(۱): ۲۰۱۰
- لیگ قهرمانان اروپا(۱): ۱۰–۲۰۰۹
- سوپرجام اروپا: ۲۰۱۰ (نایب قهرمان)
- جام باشگاه‌های فوتبال جهان: ۲۰۱۰

پاری سن ژرمن
- لیگ ۱(۵): ۱۳–۲۰۱۲، ۱۴–۲۰۱۳، ۱۵–۲۰۱۴، ۱۶–۲۰۱۵، ۱۸–۲۰۱۷
- جام حذفی فوتبال فرانسه(۳): ۱۵–۲۰۱۴، ۱۷–۲۰۱۶، ۱۸–۲۰۱۷[۱]
- جام اتحادیه باشگاه‌های فرانسه(۴): ۱۴–۲۰۱۳، ۱۵–۲۰۱۴، ۱۶–۲۰۱۵، ۱۷–۲۰۱۶
- سوپر جام فوتبال فرانسه(۵): ۲۰۱۳، ۲۰۱۴، ۲۰۱۵، ۲۰۱۶، ۲۰۱۷

### ملی
برزیل
- جام طلایی کونکاکاف: ۲۰۰۳ (نایب قهرمان)

ایتالیا
- جام ملت‌های اروپا: ۲۰۱۲ (نایب قهرمان)

## مربیگری
تیاگو موتا سابقه مربیگری تیم های سری آ ایتالیا از جمله جنوا و بولونیا را در کارنامه خویش دارد همچنین این مربی پس از پایان فصل جاری به باشگاه یوونتوس پیوست تا اولین حضور به عنوان سر مربی به عنوان یکی از مدعیان اصلی سری آ ایتالیا را داشته باشد .